# Ximena Navarrete

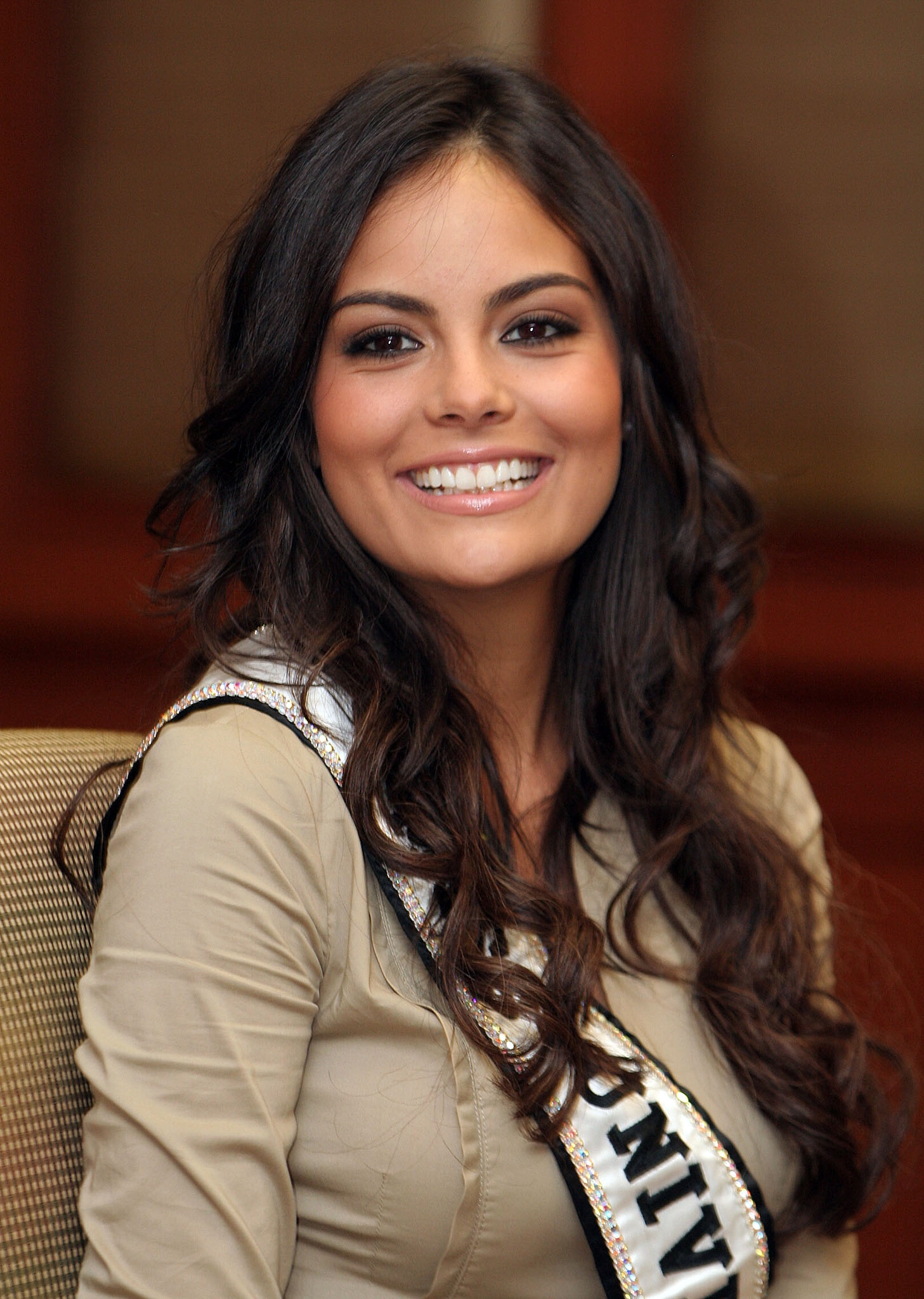
Ximena Navarrete (2010)

Ximena Navarrete Rosete (* 22. Februar 1988 in Guadalajara, Mexiko) ist ein mexikanisches Model und Miss Universe von 2010.

## Leben
Sie wurde in Guadalajara geboren und wuchs dort auch auf. Ihre Eltern sind Carlos Navarrete und Gabriela Rosete und sie ist eines von zwei Kindern. Vor der Teilnahme an Schönheitswettbewerben machte sie eine Ausbildung als Ernährungsberaterin und arbeitete seit ihrem 15. Lebensjahr als Model. Zunächst gewann sie den Schönheitswettbewerb des mexikanischen Bundesstaates Jalisco in Guadalajara am 16. Juli 2009 und am 20. September 2009 den nationalen Wettbewerb „Nuestra Belleza México 2009“ in Merida. In Merida setzte sie sich gegen 33 Mitbewerberinnen durch.
Am 23. August 2010 wurde sie zur Miss Universe im Mandalay Bay Events Center in Las Vegas gegen 82 Kandidatinnen gewählt. Damit wurde sie nach Lupita Jones, die ebenfalls in Las Vegas Miss Universe wurde, die zweite Mexikanerin, die gegen die weltweite Konkurrenz gewann.